# Anemia hatschbachii
Anemia hatschbachii är en ormbunkeart som beskrevs av Sehnem. Anemia hatschbachii ingår i släktet Anemia och familjen Anemiaceae. Inga underarter finns listade.